# Mramorsko Brdo
Mramorsko Brdo (izvirno srbsko Мраморско Брдо) je naselje v Srbiji, ki upravno spada pod Občino Merošina; slednja pa je del Niškega upravnega okraja.

## Demografija
V naselju živi 61 polnoletnih prebivalcev, pri čemer je njihova povprečna starost 45,7 let (45,0 pri moških in 46,6 pri ženskah). Naselje ima 24 gospodinjstev, pri čemer je povprečno število članov na gospodinjstvo 2,79.
To naselje je, glede na rezultate popisa iz leta 2002, večinoma srbsko.
|  |

| Demografija | Demografija     | Demografija     |
| Leto        | Št. prebivalcev | Št. prebivalcev |
| ----------- | --------------- | --------------- |
|             |                 |                 |
|             |                 |                 |
|             |                 |                 |
|             |                 |                 |
| 1948        | 73              |                 |
| 1953        | 69              |                 |
| 1961        | 57              |                 |
| 1971        | 52              |                 |
| 1981        | 62              |                 |
| 1991        | 62              | 62              |
| 2002        | 67              | 67              |
|             |                 |                 |

| Etnična sestava po popisu iz leta 2002 | Etnična sestava po popisu iz leta 2002 | Etnična sestava po popisu iz leta 2002 | Etnična sestava po popisu iz leta 2002 | Etnična sestava po popisu iz leta 2002 |
| -------------------------------------- | -------------------------------------- | -------------------------------------- | -------------------------------------- | -------------------------------------- |
| Srbi                                   | Srbi                                   |                                        | 65                                     | 97,01%                                 |
| Hrvati                                 | Hrvati                                 |                                        | 1                                      | 1,49%                                  |
| Bolgari                                | Bolgari                                |                                        | 1                                      | 1,49%                                  |
| Neznano                                | Neznano                                |                                        | 0                                      | 0,0%                                   |